# 芒来巴特尔·达木丁苏隆

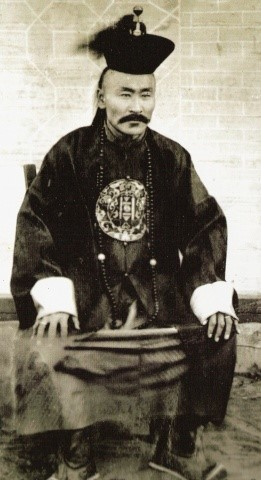
芒来巴特尔·达木丁苏隆

芒来巴特尔·达木丁苏隆（1871年3月13日—1921年1月27日），巴爾虎蒙古族，清末黑龙江将军轄下呼伦贝尔部新巴尔虎左翼正白旗人。外蒙古独立运动领袖，大蒙古国军事人物、外交官。

## 生平
1871年，札木斯賴·达木丁苏隆生于黑龙江呼伦贝尔副都统所辖新巴尔虎左翼正白旗（今呼倫貝爾市新巴爾虎左旗新寶力格蘇木莫达木吉），为家中第三子。7岁时即精通蒙古文和满文。达木丁苏隆历任笔帖式、骁骑校、佐领。1908年达木丁苏隆曾前往北京，在那里遇上了来到京师朝觐的外蒙古喀尔喀土谢图汗部杭達多爾濟亲王，在其影响下萌生了推翻清朝统治的念头。
1911年中国爆发辛亥革命，而外蒙古则宣告独立。1912年1月中旬，呼伦贝尔的蒙古王公起事，驱逐了清朝在当地的驻军，并占领海拉尔和满洲里等地，派达木丁苏隆赴大蒙古国库伦，表示归附大蒙古国政府。达木丁苏隆被库伦的大蒙古国政府授予辅国公爵位，并任命为外务部副大臣。由于在1912年7月至8月同中国军队进行的科布多战役中指挥有功，达木丁苏隆被库伦的大蒙古国政府晋封为镇国公，并获授将军及芒来巴特尔稱號。1912年7月至8月，达木丁苏隆与马克思尔扎布等人一起率军攻打内蒙古，迫使北洋军撤出锡林郭勒盟的乌珠穆沁、浩齐特等蒙旗，内蒙古各王公也举兵响应。达木丁苏隆和马克思尔扎布因此分别被授予“芒来巴特尔”和“哈丹巴特尔”的称号。1912年底，达木丁苏隆晋封固山贝子。
1913年1月11日，在那木囊苏伦任大蒙古国总理大臣期间，大蒙古国同西藏方面签订《蒙藏条约》，蒙古方面在条约上签字的是拉布敦（代理外务大臣、尼亚克图比利克图达喇嘛）、达木丁苏隆（外务部副大臣、将军、芒来巴特尔贝子），西藏方面在条约上签字的是阿旺·德尔智。
1915年，《中俄蒙协约》签订，外蒙古取消独立，改为自治，中国仍为外蒙古的宗主国。不久，外蒙古的世俗贵族和佛教僧侣势力发生内讧，杭达多尔济、那木囊苏伦等王公被博格达汗毒杀。1919年，北洋政府趁俄國內戰，决定恢复其在外蒙古的势力。同年10月，徐树铮率西北边防军第一师攻入外蒙古。1920年9月，因中國駐軍怀疑达木丁苏隆和马克思尔扎布同活跃的蒙古族共产主义领袖苏赫-巴托尔有秘密来往，达木丁苏隆与马克思尔扎布一同被北洋軍逮捕，投入庫倫的监狱。但二人均坚决否认。1921年1月因拷问死于狱中，据说他至死不屈，不愿躺下，是站立着死去的。不久，恩琴率领的白俄亞洲騎兵師占领库伦，驱逐了中國軍隊，蒙古也恢復了獨立。